# Vier Dagen van Napels

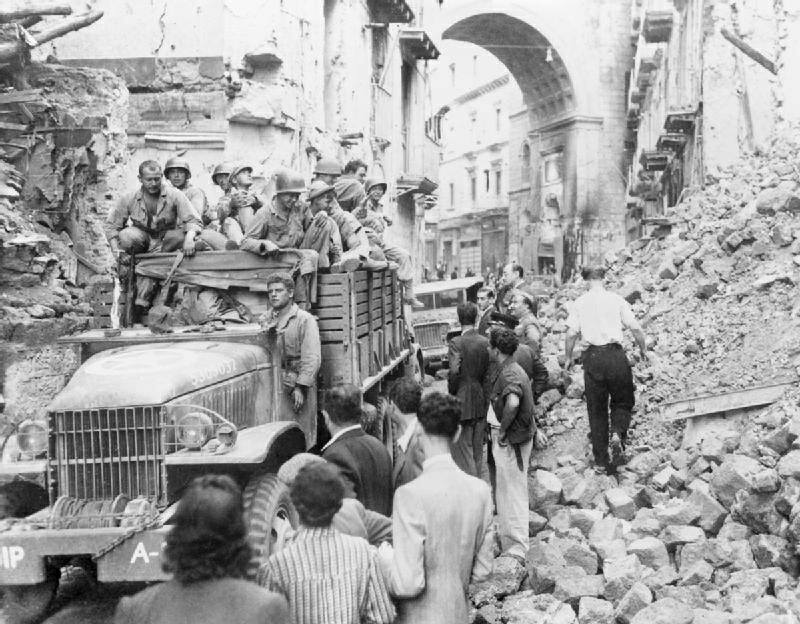
Opstandelingen in de Napolitaanse wijk Chiaia

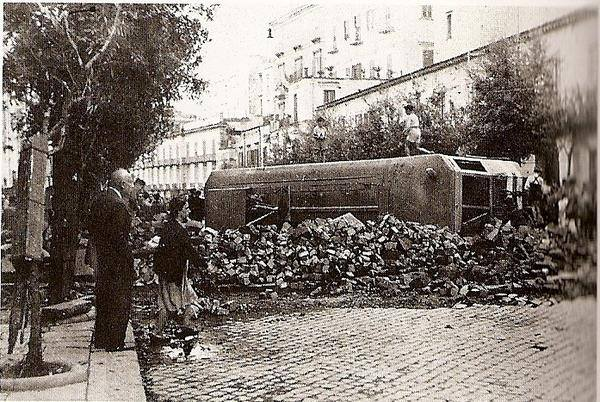
Situatie na gevechten in de wijk Stella

De Vier Dagen van Napels vonden plaats tijdens de Tweede Wereldoorlog in het door Nazi-Duitsland bezette Napels, in de Italiaanse regio Campania. Het ging om een opstand van 27 september tot 30 september 1943, die dag en nacht duurde.
Weerstanders van verscheiden ideologische achtergronden maar ook gewone burgers verjoegen de Duitse bezetter. Het kwam tot zware gevechten op de pleinen en straten van Napels, maar ook in de voorsteden. Het resultaat was dat de Duitsers zich terugtrokken uit Napels; hun plannen om delen van Napels in de lucht te blazen werden daarmee verijdeld. Bij hun vlucht staken de Duitsers Rijksarchieven in brand, die in Napels waren opgeslagen. Een algemene opluchting ging door de stad. De Vier Dagen van Napels ervaarden de Napolitanen zoals andere vrijheidsopstanden uit hun verleden: deze van 1647, van 1799, 1821 en 1848. Hoeveel doden Napels exact telde in deze vier dagen is onbekend, maar de meeste schattingen gaan over circa 168 partizanen en 140 burgers. Ettelijke gebouwen langs de hoofdassen van de stad lagen in puin.
’s Anderendaags, op 1 oktober 1943 reden Geallieerde troepen zonder slag of stoot het vrije Napels binnen. Onder meer de Scots Greys en de 1st King’s Dragoon Guards uit het Verenigd Koninkrijk rolden door Napels.
Een jaar later kende de Italiaanse Staat aan de stad Napels de Gouden medaille voor Dapperheid toe (september 1944).